# Alena Shvaibovich
Alena Petrovna Shvaibovich (nacida el 3 de febrero de 1966 en Minsk, Unión Soviética) es una exjugadora de baloncesto bielorrusa. Consiguió 1 medallas en competiciones oficiales con la URSS y fue campeona olímpica con la CEI en el año 1992.